# Cathedral of St. Patrick and St. Joseph

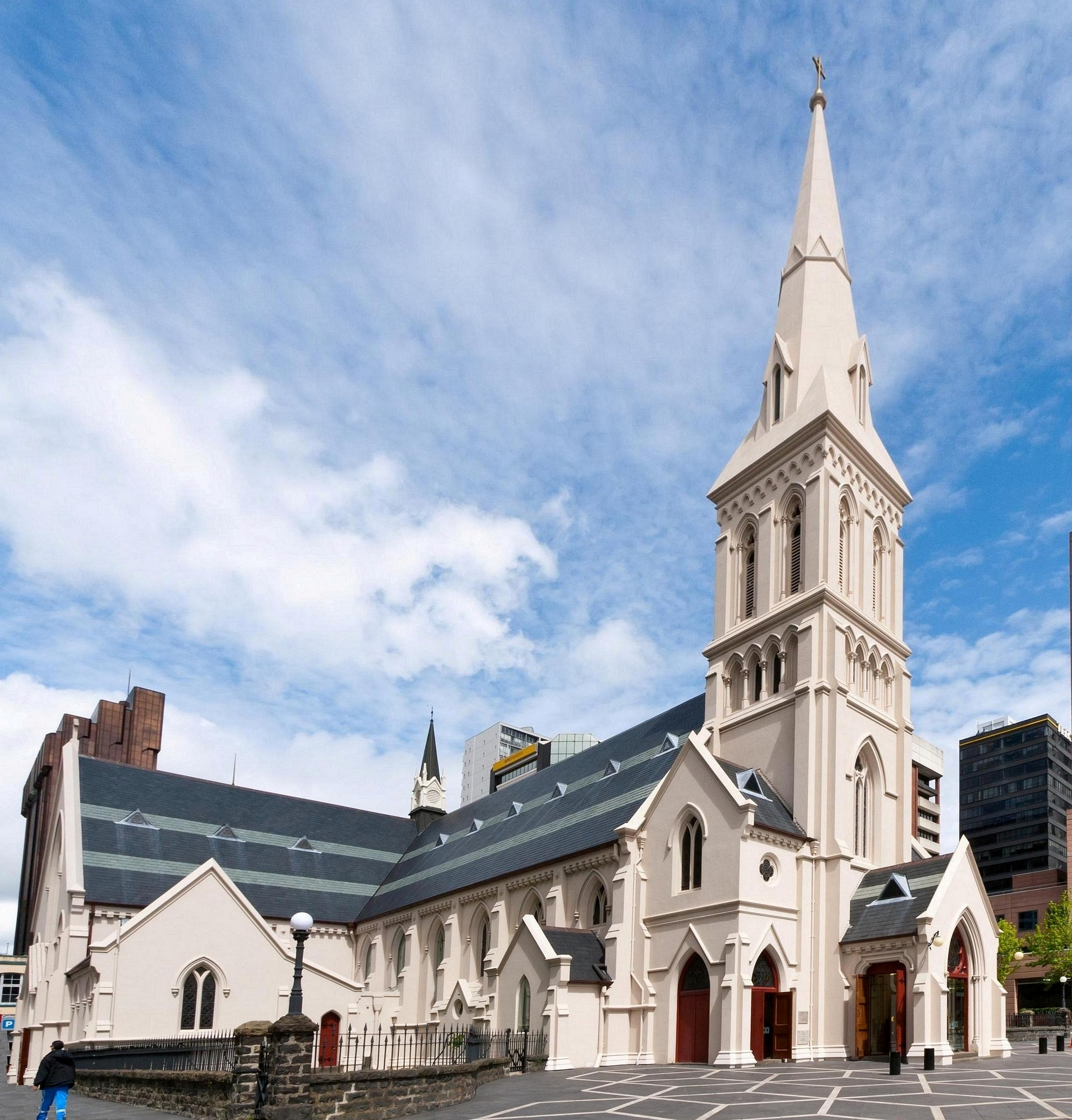
Kathedrale St. Patrick und St. Josef

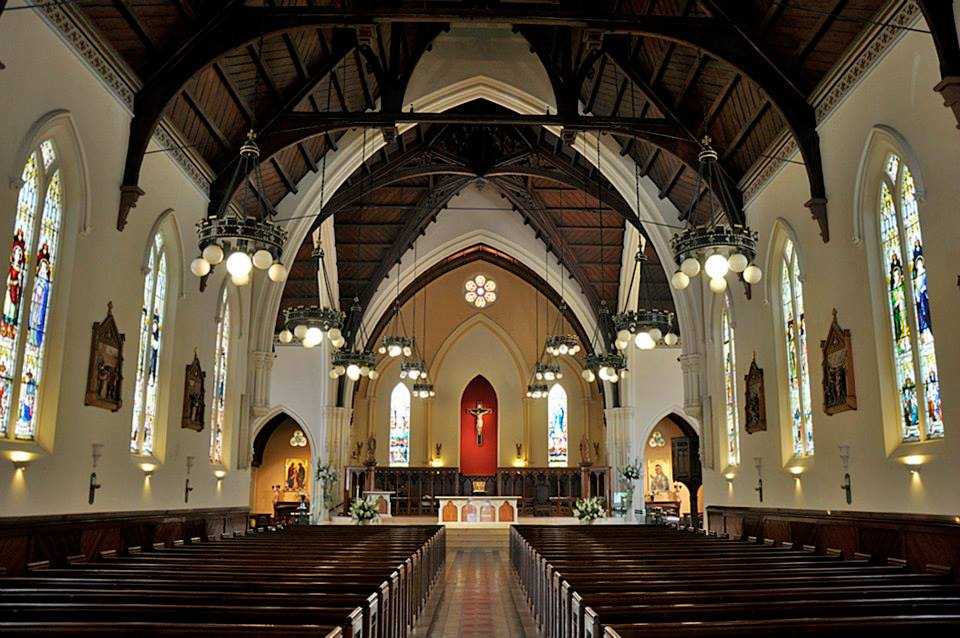
Innenansicht der Kathedrale

Die Cathedral of St. Patrick and St. Joseph (Kathedrale St. Patrick und St. Josef), meist kurz St. Patrick’s Cathedral, ist die Bischofskirche des römisch-katholischen Bistums Auckland in Auckland, Neuseeland.

## Geschichte und Architektur
Um 1840 lebten in Auckland rund 200 Katholiken meist irischer Abstammung. Jean-Baptiste Pompallier, Apostolischer Vikar für Westozeanien und ab 1848 erster Bischof von Auckland, erreichte beim britischen Gouverneur William Hobson die Bereitstellung von Grundstücken für eine Kirche mit Pfarrhaus, eine Schule und einen Friedhof. Die Kirche, ein bescheidener Holzbau, wurde im Januar 1843 benediziert. Das Hauptpatrozinium des irischen Nationalheiligen Patrick war schon vor Baubeginn festgelegt worden. Wochentags diente der Kirchsaal zugleich als Schule.
Bereits 1846 erfolgten Planung und Grundsteinlegung einer neuen, größeren Kirche aus Werkstein. Die turmlose Saalkirche mit Spitzbogenfenstern wurde von Walter Robertson entworfen und am 19. März 1848 vom damaligen Weihbischof und späteren ersten Bischof von Wellington Philippe Viard geweiht. Am 20. Juni desselben Jahres wurde sie zur Kathedrale des neu errichteten Bistums Auckland erhoben.
Wenige Jahrzehnte später war auch diese Kirche zu klein. So wurde 1884/85 an ihre Längsseite ein neugotischer einschiffiger Bau mit offenem Dachstuhl und spitzbehelmtem Turm aus verputztem Backstein angebaut. Die Pläne stammten von den Aucklander Architekten Edward und Thomas Mahoney (Vater und Sohn).
1907/08 schließlich wurde die Steinkirche von 1848 abgerissen und durch ein ungewöhnlich breites Querhaus ersetzt. Mit dieser von Thomas Mahoney geleiteten Erweiterung erhielt die Kathedrale ihre heutige Gestalt. In den Jahren 2007–2009 erfolgte eine grundlegende Renovierung.